# Gerard Nash
Gerard Nash (Glandree, Tulla, County Clare, 27 februari 1959) is een Iers Rooms-Katholiek priester, oorspronkelijk van het Bisdom Killaloe, sinds 5 september 2021 van het Bisdom Ferns. Hij werd op 11 juni 2021 benoemd als bisschop en op 5 september 2021 als zodanig geïnstalleerd.

## Biografie
Nash werd geboren op 27 februari 1959 in Glandree, Tulla, County Clare als zoon van Tom en Mary Nash
Hij deed zijn middelbare schoolopleiding aan de St Joseph's Secondary School in Tulla. Daarna studeerde hij bedrijfskunde en economie aan het National Institute for Higher Education en werkte daarbij in een fabriek. Nash vervolgde zijn studies aan het seminarie St Patrick's College in Maynooth. Hij werd op 15 juni 1991 door bisschop Harty gewijd als priester.

## Kerkelijke functies
De eerste kerkelijke rol van Nash was als kapelaan van de technische school in Roscrea en als priester voor het lokale jeugd centrum. Vijf jaar later werd hij benoemd tot general manager van Clarecare, een aan de kerk verbonden charitatieve instelling op het gebied van sociale dienstverlening en zorg.Nash behield deze functie tot 2003.
In 1996 was Nash ook benoemd als kapelaan in Corofin. In 2003 werd hij daar pastoor toen de lokale parochies samen gingen werken in de toen nog experimentele "Imeall Bóirne parochiecluster". Hij bleef pastoor binnen deze cluster toen hij in 2007 werd overgeplaatst naar de parochie Crusheen.
In 2010 werd Nash benoemd tot secretaris van het Bisdom Killaloe, naast zijn taken als pastoor in Imeall Bóirne. Zijn benoeming tot Directeur voor Pastorale Ontwikkeling voor het bisdom volgde in 2016.

## Bisschop
Nash werd op 11 juni 2021 benoemd door Paus Franciscus als bisschop voor het Bisdom Fernsals opvolger van bisschop Denis Brennan. Hij werd in de St. Aidans kathedraal in Enniscorthy tot bisschop gewijd op 5 september 2021. Deze ceremonie werd uitgevoerd door Dermot Farrel, aartsbisschop van Dublin met assistentie van genoemde Denis Brennan en Fintan Monahan, bisschop van Killaloe.